# Epiphyllum chrysocardium
Epiphyllum chrysocardium ist eine Pflanzenart in der Gattung Epiphyllum aus der Familie der Kakteengewächse (Cactaceae).

## Beschreibung
Epiphyllum chrysocardium wächst epiphytisch mit starken, aufsteigenden Trieben. Die abgeflachten, blattartigen Triebe sind bis zu 30 Zentimeter breit, aufwärts gebogen und werden zur Spitze hin schmaler. Die Ränder sind tief gelappt. Die Lappen sind 13 bis 15 Zentimeter lang und 4 Zentimeter breit. Die Areolen sitzen in einer eingekerbten Vertiefung auf der Oberseite der Lappen und tragen manchmal 2 bis 3 kurze Borsten.
Die lang trichterförmigen, weißen, nach Saurer Sahne duftenden Blüten sind bis zu 32 Zentimeter lang und weisen Durchmesser von 20 Zentimetern auf. Ihr Perikarpell ist stark gehöckert und mit Schuppen und Borsten besetzt. Die kräftig grünen, kugelförmigen Früchte weisen einen Durchmesser von 7 Zentimetern auf. Sie sind dicht mit graufilzigen Areolen besetzt, aus denen zahlreiche bis zu 2 Zentimeter lange Dornen entspringen, die bei Vollreife abfallen. Das weißliche Fruchtfleisch duftet fruchtig.

## Verbreitung, Systematik und Gefährdung
Epiphyllum chrysocardium ist in den mexikanischen Bundesstaaten Chiapas (im Norden) und Tabasco in feuchten Wäldern in tiefen Lagen verbreitet.
Die Erstbeschreibung wurde 1956 von Edward Johnston Alexander veröffentlicht. Nomenklatorische Synonyme sind Marniera chrysocardium (Alexander) Backeb. (1959), Selenicereus chrysocardium (Alexander) Kimnach (1991) und Chiapasophyllum chrysocardium (Alexander) Doweld (2002).
Die systematische Stellung der Art war lange unklar. David Richard Hunt und Ralf Bauer schlugen vor, sie in der Gattung Epiphyllum zu belassen. In ihrer Synopsis der Tribus Hylocereeae von 2017 akzeptieren Nadja Korotkova, Thomas Borsch und Salvador Arias die Art als Epiphyllum chrysocardium.
In der Roten Liste gefährdeter Arten der IUCN wird die Art als „Data Deficient (DD)“, d. h. mit keinen ausreichenden Daten geführt.

## Nachweise